# 吴学兵
吴学兵（1965年9月—），男，汉族，湖北孝感人，中国天体物理学家，北京大学物理学院天文学系教授、系主任，北京大学科维理天文与天体物理研究所副所长，中国天文学会副理事长。